# 馬鞍山公園 (香港)
馬鞍山公園（英語：Ma On Shan Park）是香港新界沙田區馬鞍山的大型市鎮公園，位於鞍駿街12號，佔地約5.5公頃，耗資約9600多萬港元建成，於1998年8月3日開幕，由康樂及文化事務署管理。
公園位於馬鞍山市中心，登臨吐露港海濱，遠眺八仙嶺群峰。公園內的設施包括介紹馬鞍山採礦歷史的展覽場、迷宮式設計的花園、設計新穎的兒童遊樂場、鍛鍊身體的健身緩跑徑，還有卵石徑及適合長者使用的健身器材等。

## 設施
中央草坪、香花園、海洋廣場、兒童遊樂場地、大型歷奇迷宮、長者健體器。

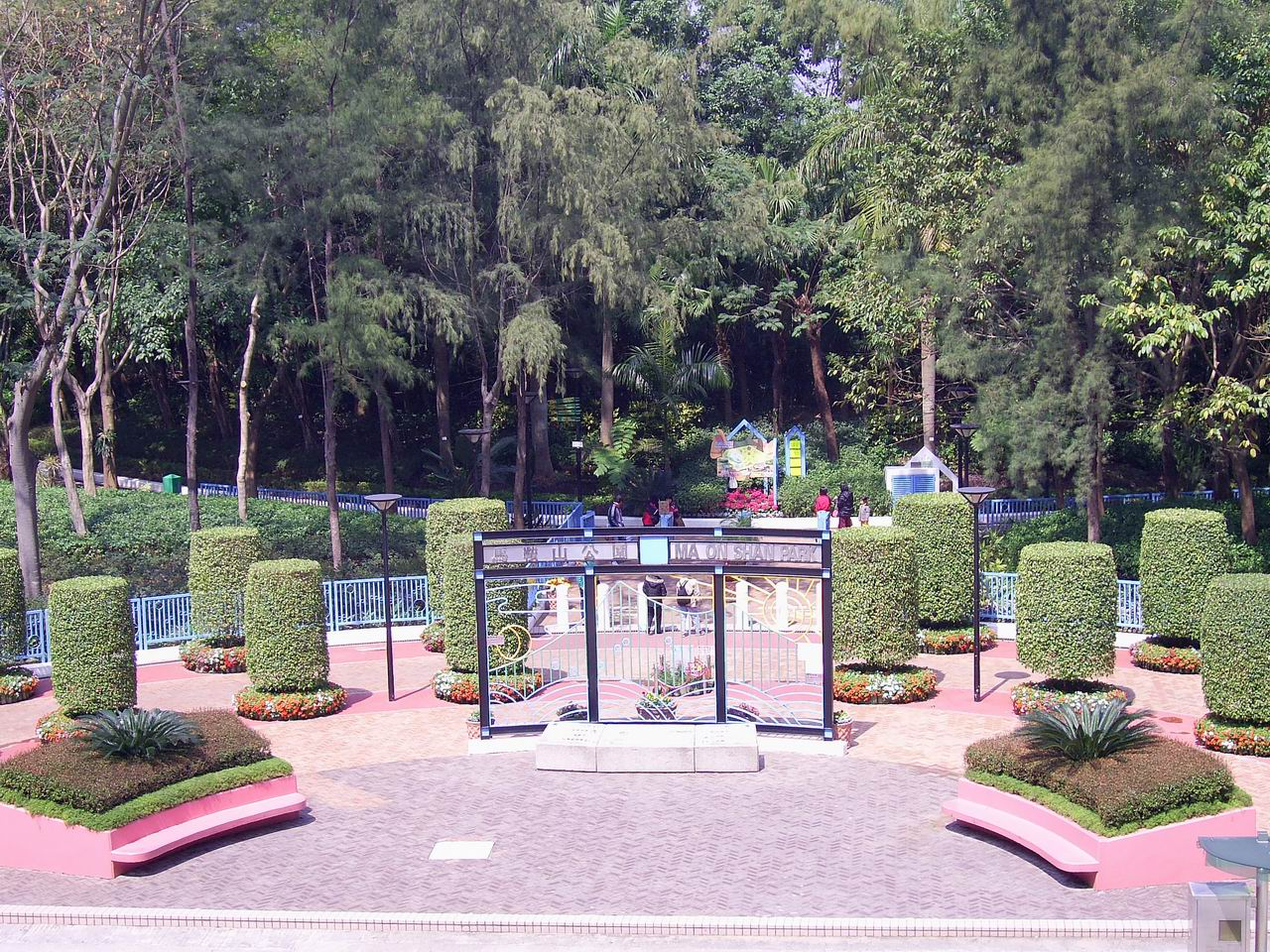
馬鞍山公園正門入口
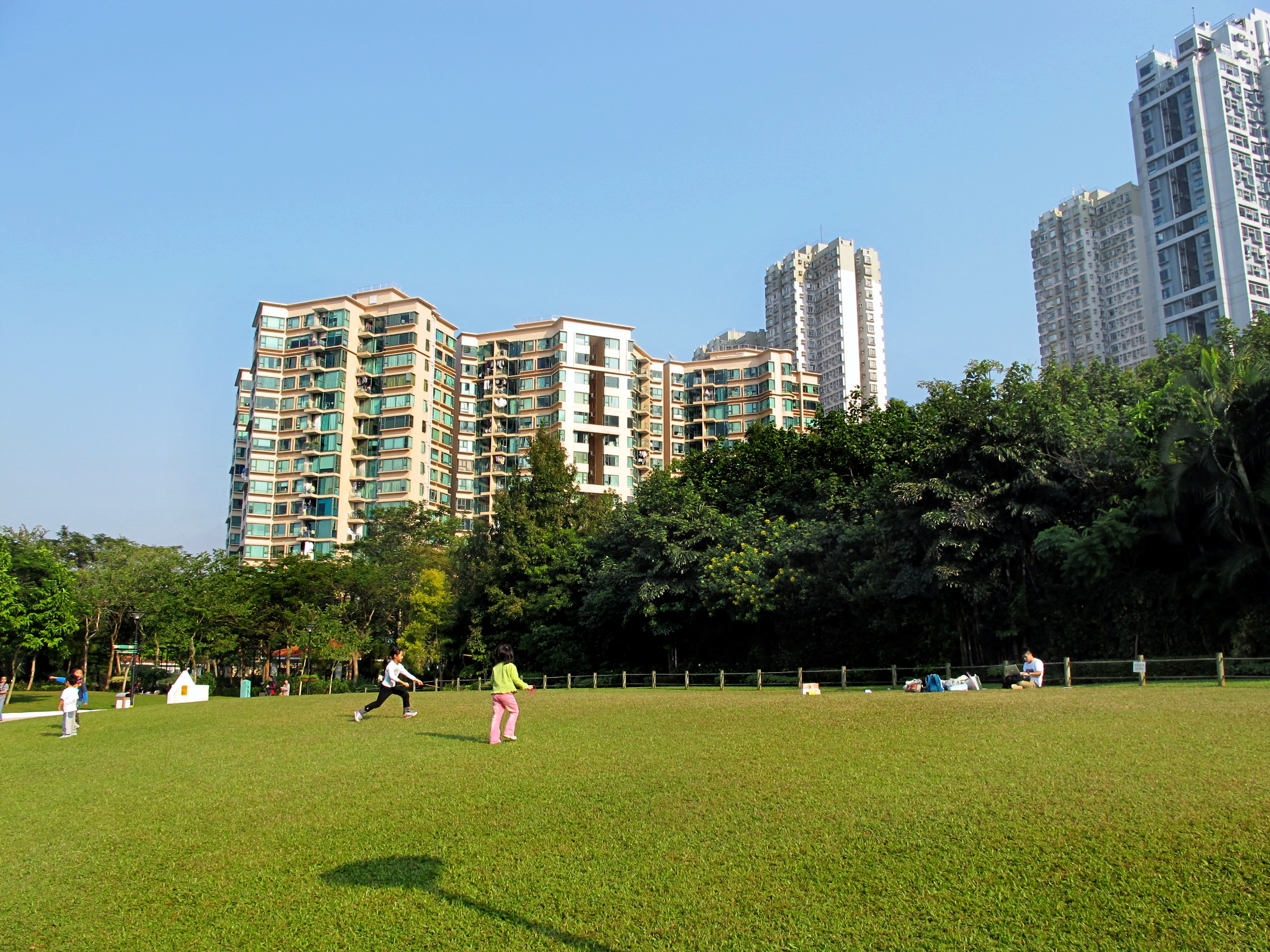
中央草坪
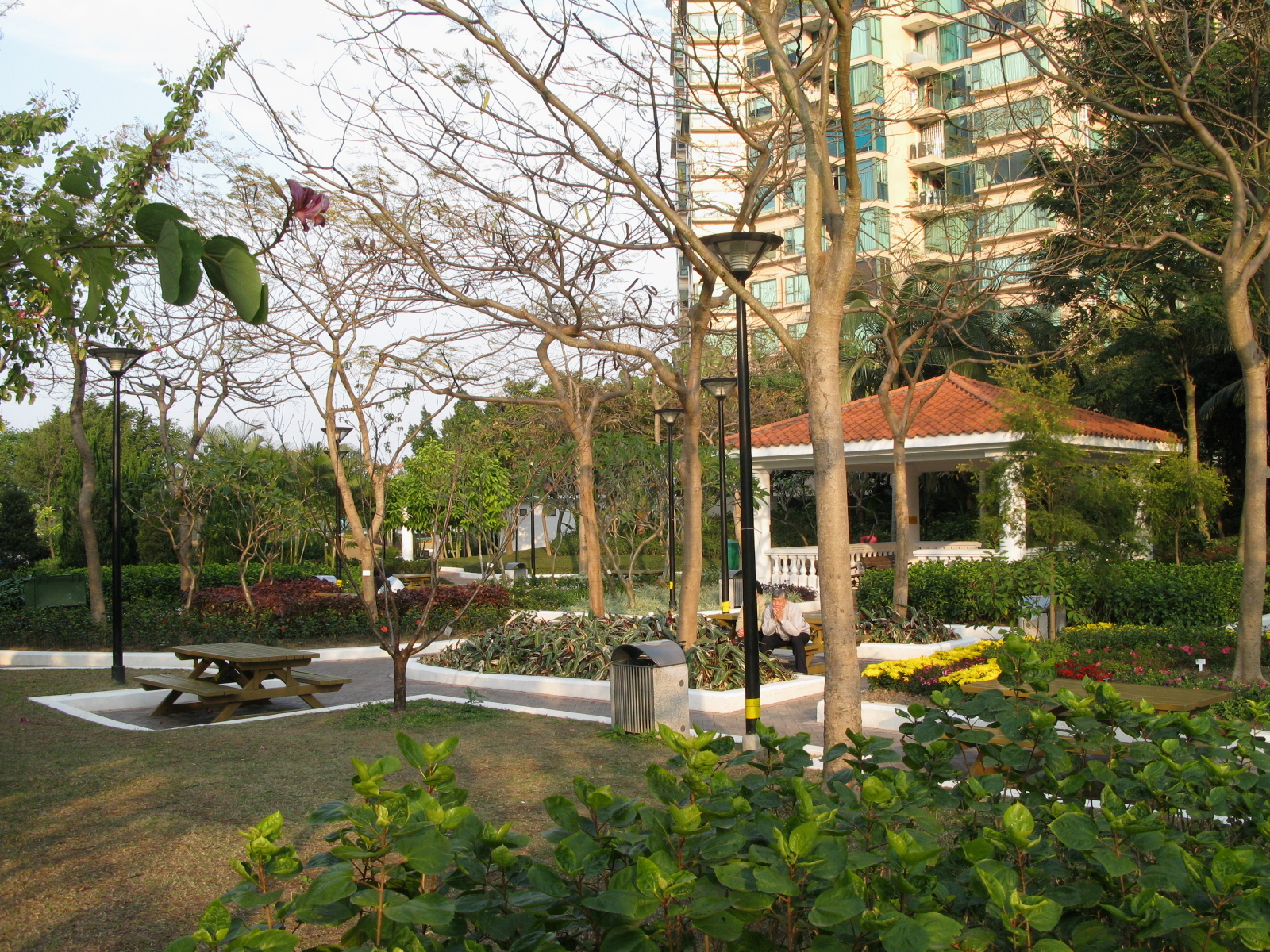
休憩處
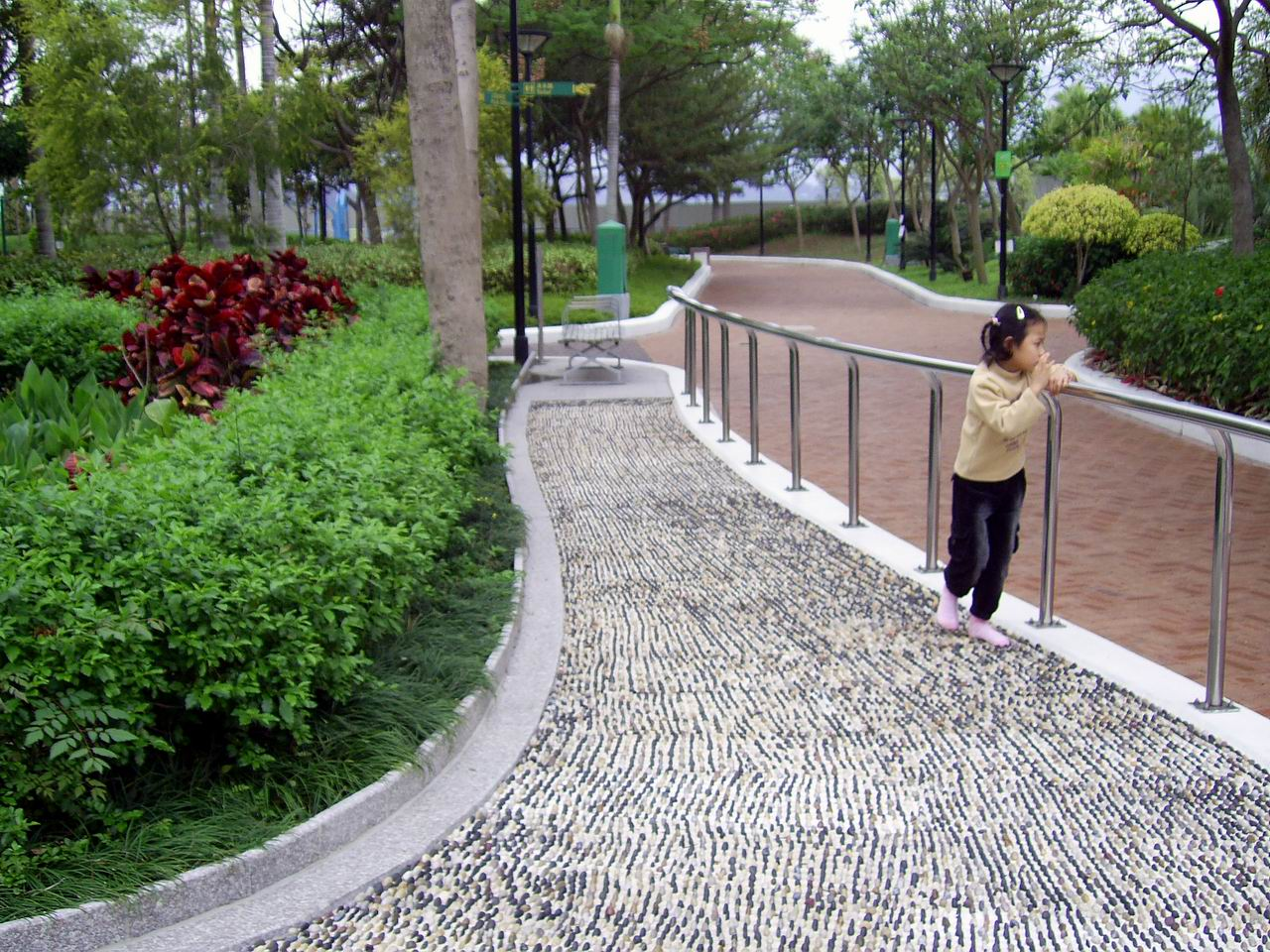
卵石徑
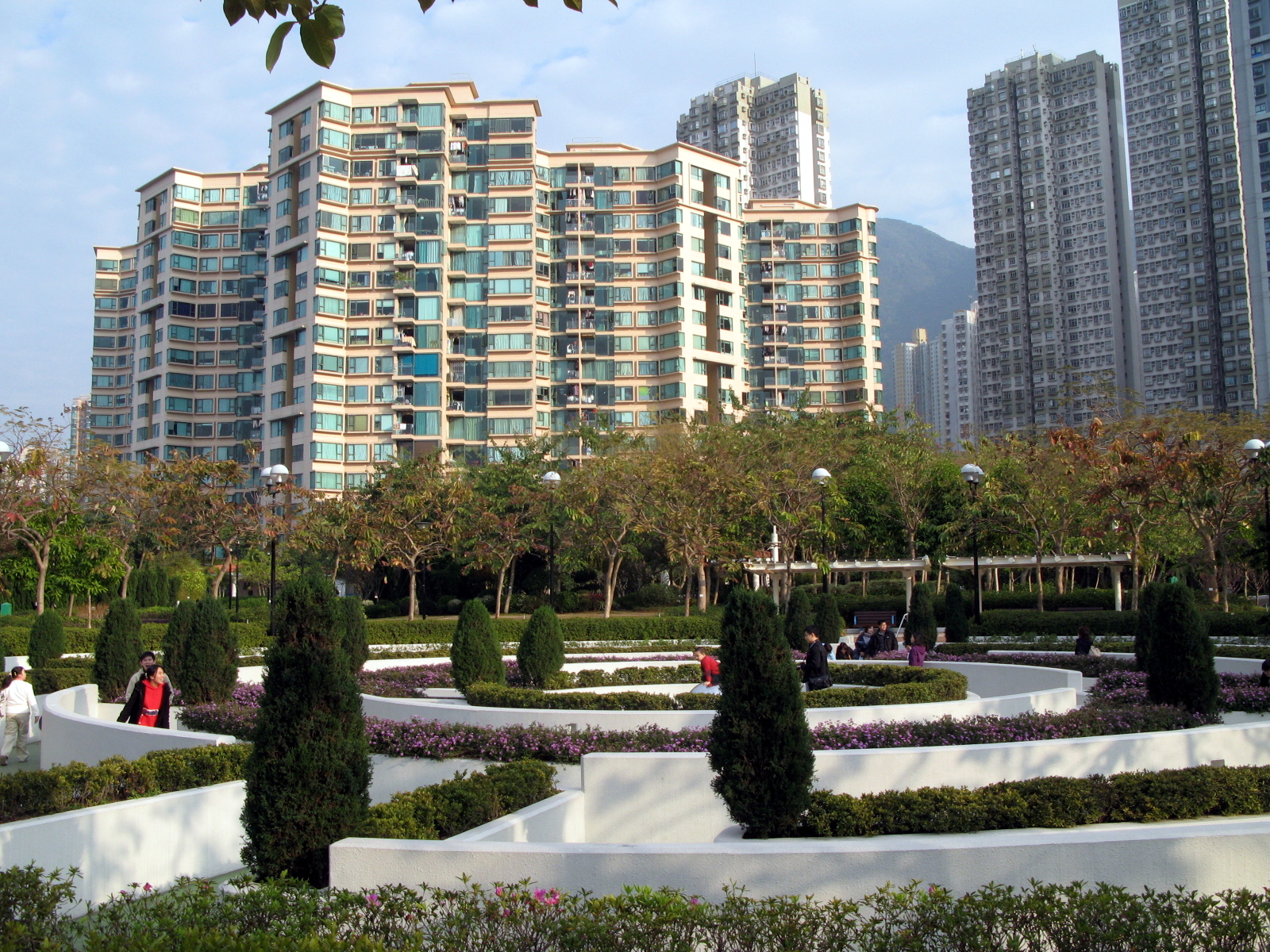
歷奇迷宮
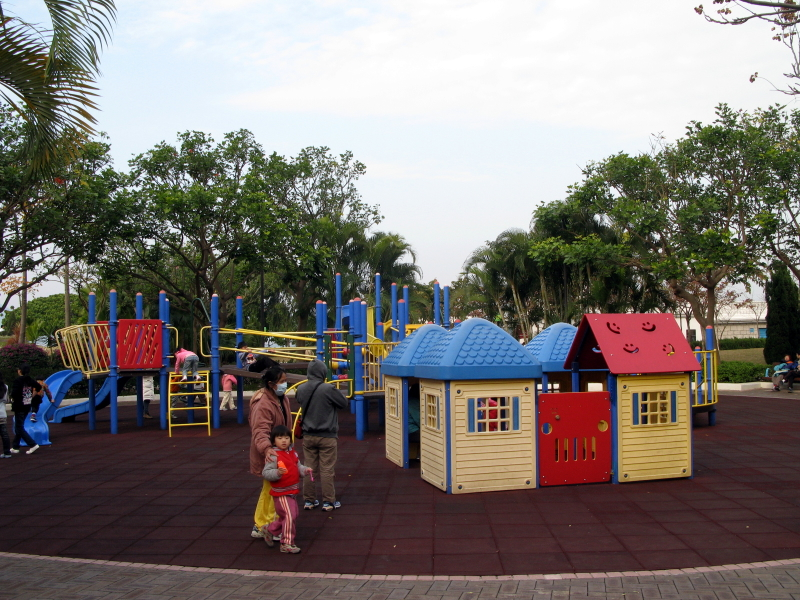
兒童遊樂場地

### 特別設施
- 中華白海豚雕塑：海洋廣場的注目點，名為「飛躍」，由高華文於1997年製作的青銅著色雕塑，為一群活潑海豚的雕像。
- 採礦歷史展覽：介紹馬鞍山採礦歷史及礦坑結構，展出礦石標本及採礦設備。
- 沙田區議會時間囊：為了增加市民對區議會的認識，加強地區凝聚力及歸屬感，沙田區議會於2002年12月14日在「馬鞍山創建15週年」選擇在馬鞍山公園放置「沙田區議會時間囊」。

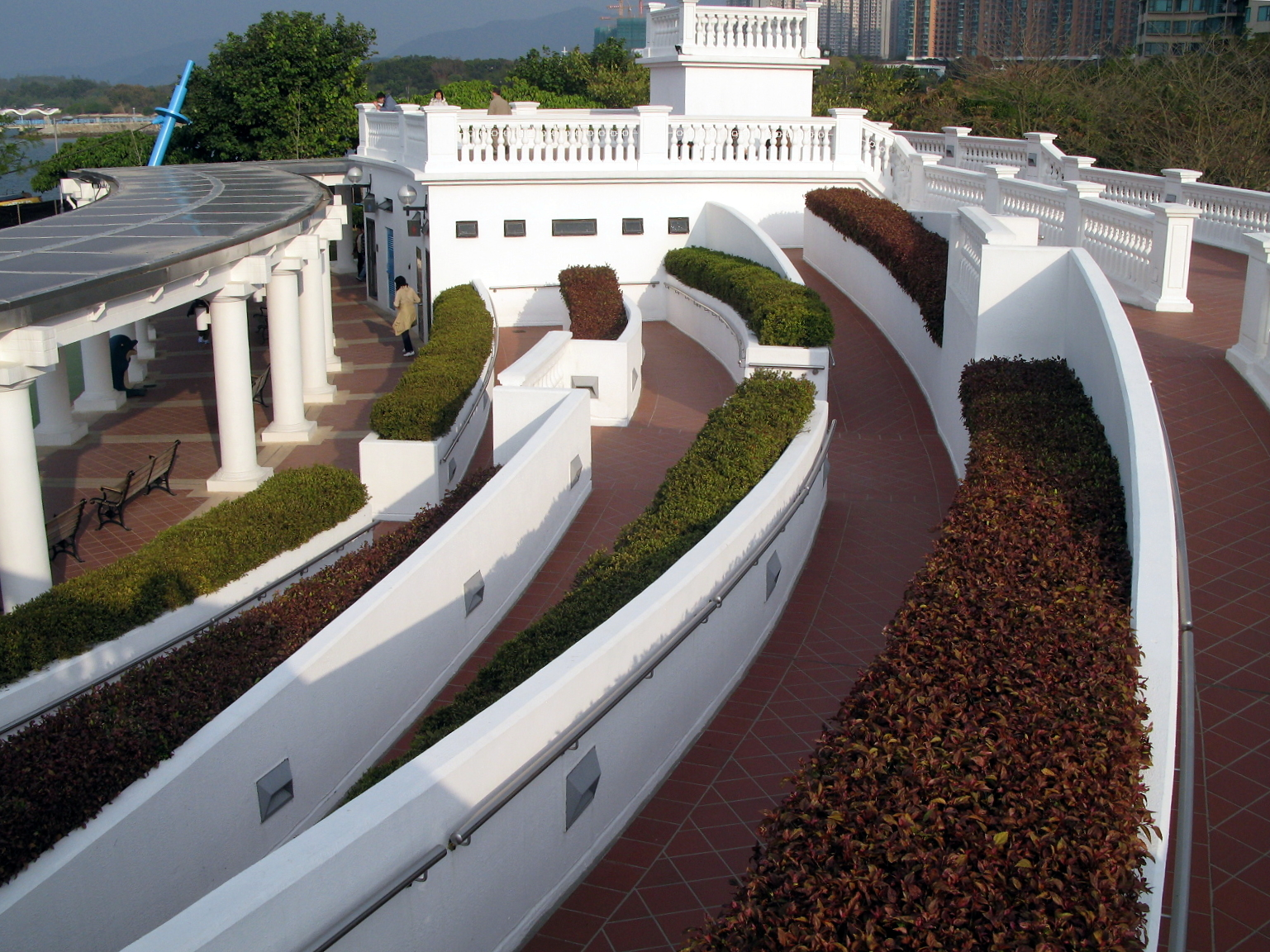
海洋廣場
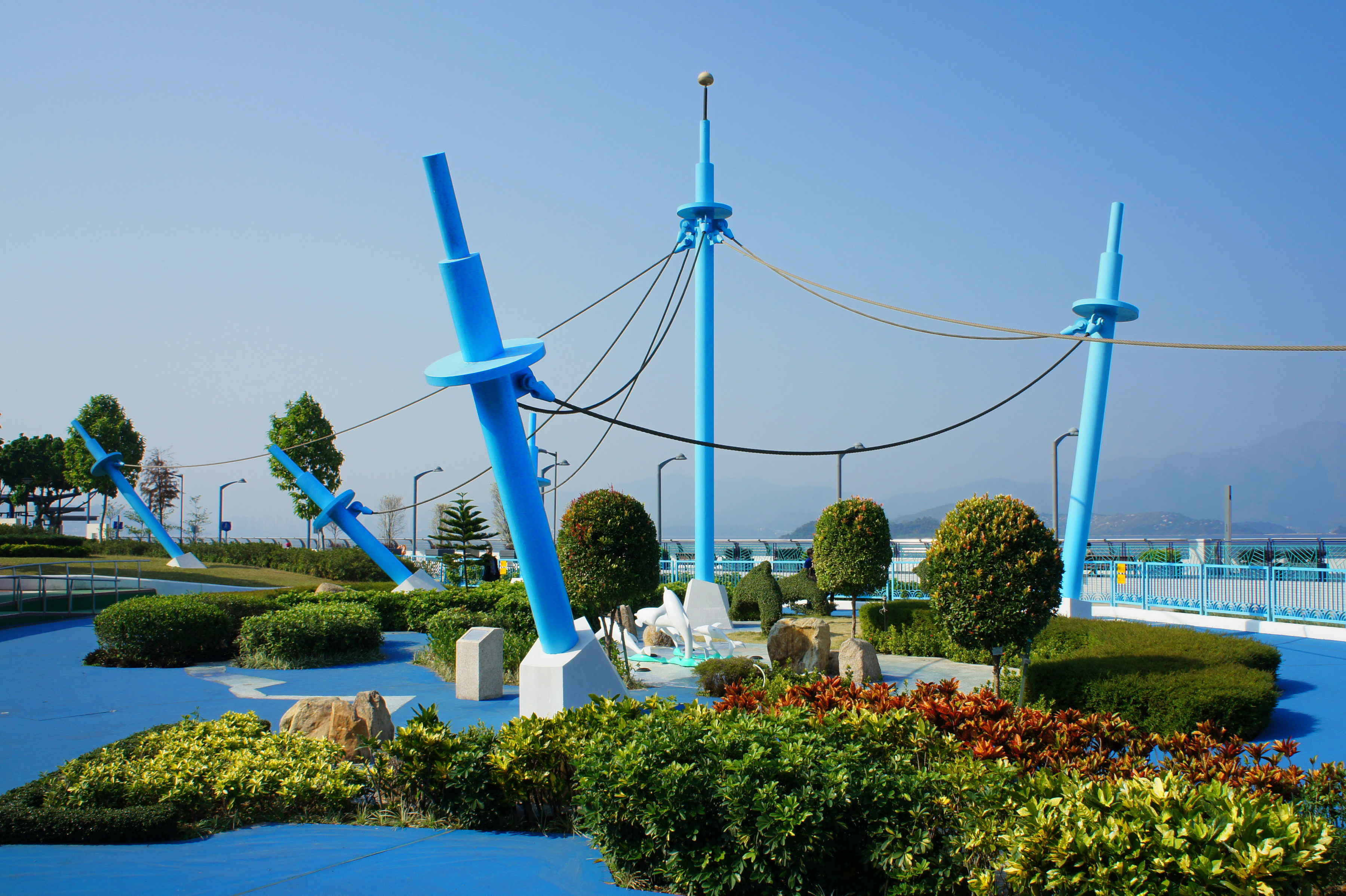
海洋廣場內的仿船桅設計
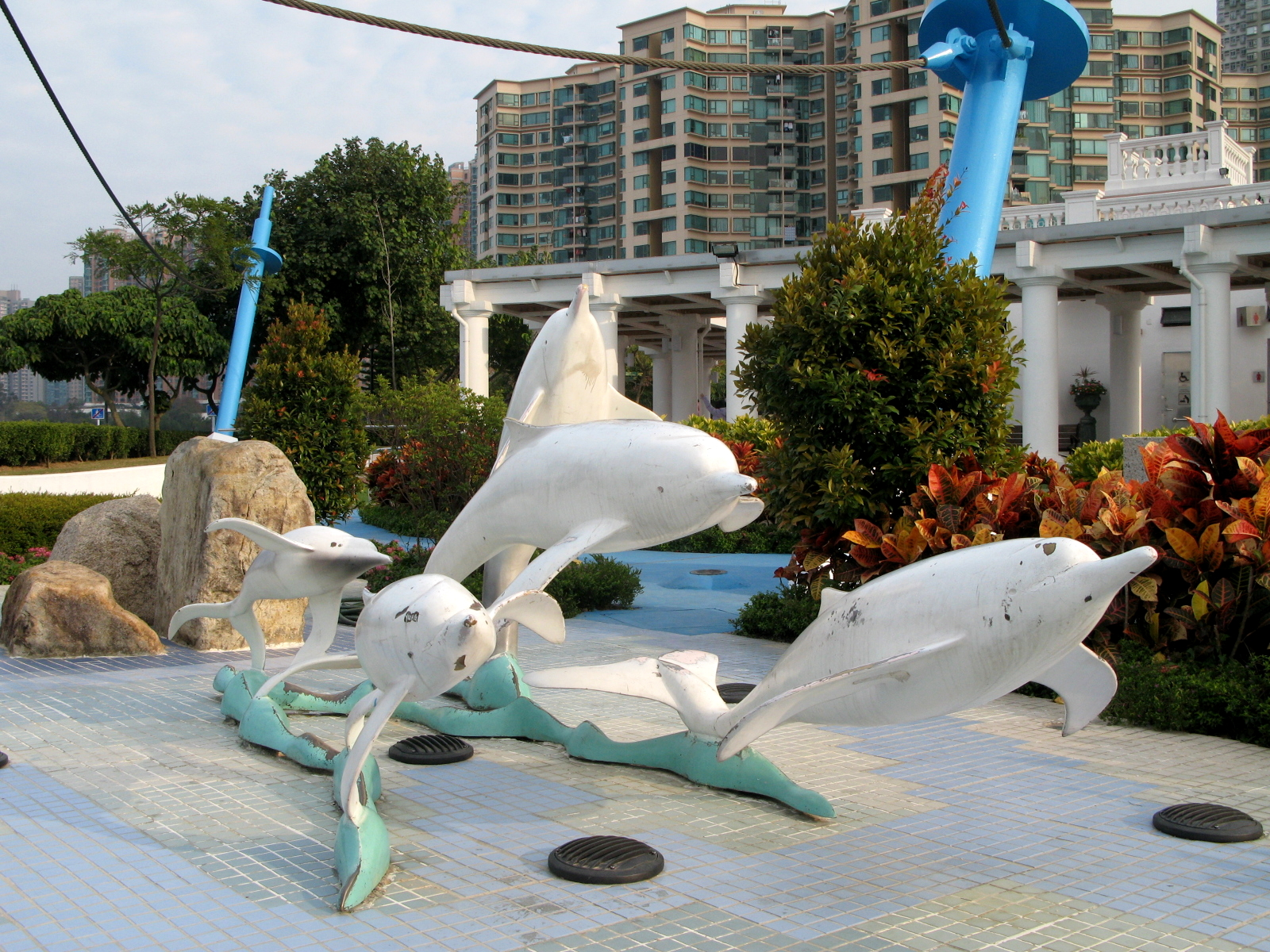
中華白海豚雕塑
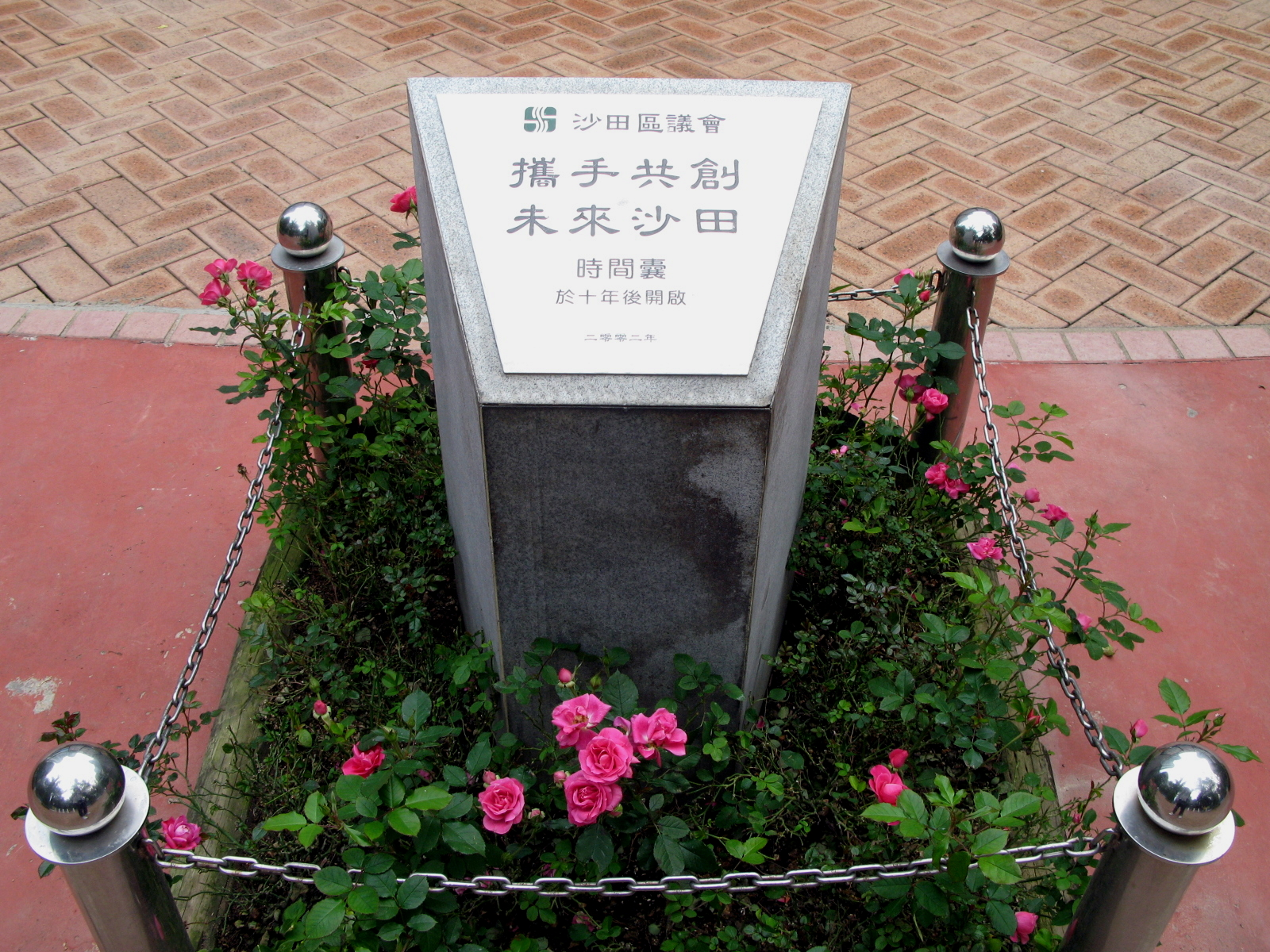
沙田區議會時間囊
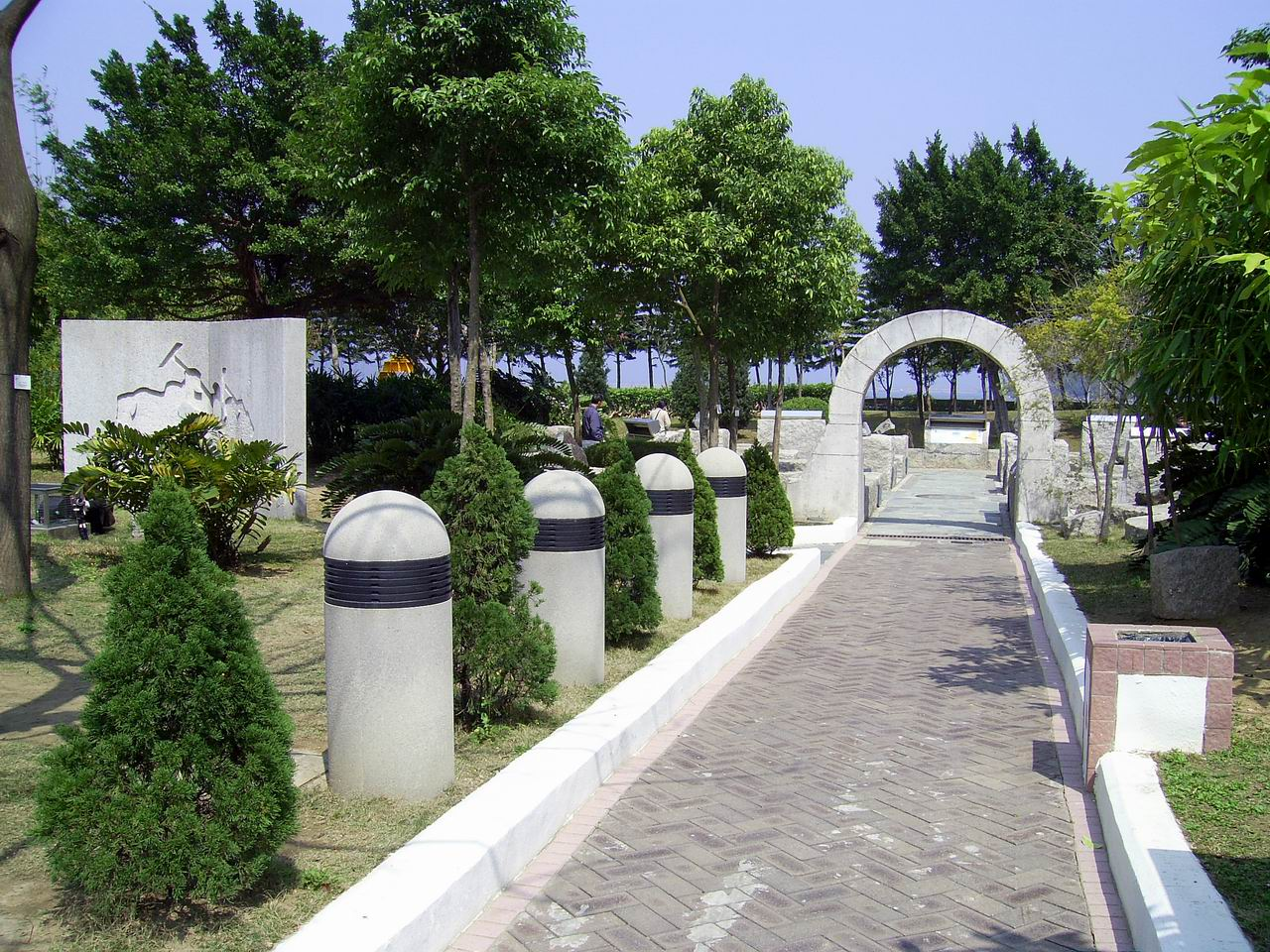
採礦歷史展覽

## 交通

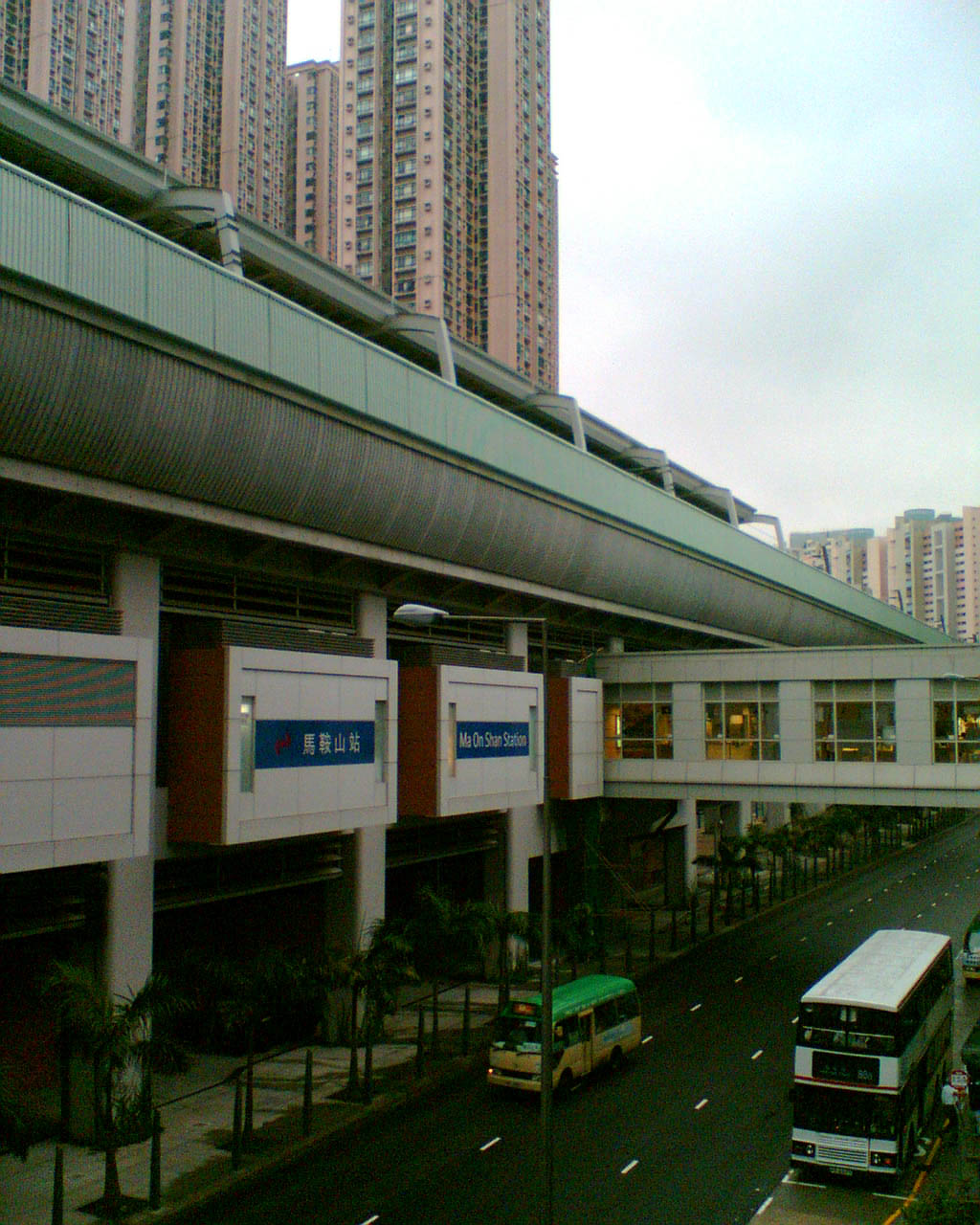
屯馬綫馬鞍山站

## 禁煙安排
此場地（除吸煙區外）禁止吸煙。

## 外部連結
- 康樂及文化事務署：馬鞍山公園 （页面存档备份，存于）
- 個案研究2：馬鞍山一處戶外公共場所[永久]